# Pleurophorus akamasicus
Pleurophorus akamasicus är en skalbaggsart som beskrevs av Riccardo Pittino och Miessen 2007. Pleurophorus akamasicus ingår i släktet Pleurophorus och familjen Aphodiidae. Inga underarter finns listade i Catalogue of Life.